# Mr. Bungle
Mr. Bungle ist eine Avantgarde-Band, die sich 1985 in Eureka/Kalifornien um den Sänger Mike Patton, den Gitarristen Trey Spruance, den Bassisten Trevor Dunn und den Schlagzeuger Jed Watts formierte. Ihren Namen erhielt die Band durch einen Kurzfilm, der in den früheren Folgen der Pee Wee Herman Show zu sehen war. Der Film handelte von einem unhygienischen, anstandslosen Clown, der den High-School-Schülern demonstrierte, wie man sich auf keinen Fall zu benehmen habe. Erst später erfuhr die Band, dass der Name „Mr. Bungle“ auch im Pornofilm Sharon’s Sex Party zu finden war.

## Geschichte
1986 brachten Mr. Bungle ihr erstes Demo-Tape The Raging Wrath of the Easter Bunny heraus, dessen Musik zwar noch Metal-lastig war, aber schon erste Einsätze eines Saxophons, Bongos und verschiedener anderer Instrumente zeigte.
Im darauffolgenden Jahr brachte die Band ihr zweites Demo-Tape Bowel of Chiley heraus, das musikalisch durch eine Mischung aus Ska, Swing und Funk eine andere Richtung einschlug. Kurz darauf wurde der Schlagzeuger Jed Watts durch Hans Wagner ersetzt, und die Band erhielt Verstärkung durch die Horn-Spieler Scott Fritz und Theo Lengyel.
1988 brachte die Band ihr drittes Demo-Tape Goddammit I Love America! heraus, das musikalisch an seinen Vorgänger anknüpfte. Zwei der sieben Stücke wurden auf ihrer ersten Veröffentlichung auf einem Major Label übernommen.
1989 kam ihr letztes Demo-Tape OU818 vor ihrem Debüt-Album heraus, und Danny Heifez trat als neuer Schlagzeuger und Bar McKinnon als Tenor-Saxophonist der Band bei. Stilistisch veränderte sich die Musik, indem der Ska-Einfluss etwas zurücktrat und mehr Betonung auf schnelle, musikalische Wechsel gelegt wurde. Die Hälfte der Tracks sollten später auf ihrer ersten Platte Mr. Bungle zu finden sein.
Am 13. August 1991 veröffentlichte die Band ihr erstes Major-Album Mr. Bungle, produziert von John Zorn, auf Warner Bros Records. Musikalisch wurde auf diesem Album an seinen Vorgänger angeknüpft, wenn auch wesentlich ausgearbeiteter. Ruhige, keyboard-untermalte Passagen wechseln hier abrupt mit schrägem, schnellem Funk, Dub und Metal, die durch das breite Gesangsspektrum von Mike Patton untermalt werden. Dazwischen finden sich einige Audiosequenzen, darunter auch eine Einspielung aus einer Szene von Sharon’s Sex Party. Eine Tour durch Nordamerika folgte.
Nach dem ersten Album vergingen vier Jahre, in denen sich die Bandmitglieder unter anderem ihren Nebenprojekten widmeten, bis sie sich im Oktober 1995 mit ihrem neuen Album Disco Volante zurückmeldeten. Auf diesem Album erweiterten sie ihr musikalisches Spektrum um ein Vielfaches, indem sie hier Einflüsse aus Jazz, Death Metal, Techno, Punk und Tango – um nur ein paar zu nennen – in einer progressiven Fusion zusammen- und wieder auseinanderlaufen ließen. Das Album eröffnet gegenüber den weiteren Veröffentlichungen der Band ein erhöhtes Tempo und gesteigerte Virtuosität. Sowohl der Einfluss von John Zorn als auch jener der Filmindustrie fließen deutlich in die musikalische Gestaltung des Albums ein. Die Stücke erweisen sich als überaus komplex, und obschon sich keine Improvisationen finden, setzt sich die Melange aus Lärm und Musik stets aus einer Mixtur aus Free Jazz und diversen Bereichen des Metals zusammen.
Der Veröffentlichung folgte eine ausgedehnte Tour mit dem Gast-Perkussionisten William Winant durch Nordamerika, Europa, Australien und endete schließlich mit zwei Shows in San Francisco.
Wieder vergingen vier Jahre, bis die Band im Juli 1999 ihr Album California herausbrachte. Theo Lengyel sollte auf dieser Platte aufgrund „kreativer Differenzen“ keine Rolle mehr spielen. Ihrem kreativen Engagement wurde die Band auch auf dieser Platte gerecht, auch wenn sie sich wesentlich gemäßigter und gebändigter präsentiert. Einige Lieder lassen sich durchaus der Sparte Easy Listening zuordnen, wobei bei anderen Liedern der Stil von Disco Volante wieder durchschimmert, ohne jedoch auf dessen extremen Tauchgang zu gehen.
Nachdem längere Zeit das Gerücht um die Auflösung der Band kursierte, wurde es im Dezember 2004 offiziell bestätigt. Die einzelnen Bandmitglieder widmen sich derzeit ihren Nebenprojekten. Mike Patton und Trevor Dunn gründeten 1999 zusammen mit Buzz Osbourne von den Melvins und Dave Lombardo von Slayer die Band Fantômas. Trey Spruance konzentrierte sich auf sein 1995 gegründetes Nebenprojekt Secret Chiefs 3, das zu seiner Hauptband wurde.
Unter demselben Namen wie das erste Demo-Tape brachte Mr. Bungle am 30. Oktober 2020 The Raging Wrath of the Easter Bunny Demo als offizielles Album über 20 Jahre nach ihrem letzten Album California heraus. Das Album erhielt mehrheitlich positive Kritiken.

## Diskografie
Studioalben

| Jahr | Titel                                     | Höchstplatzierung, Gesamtwochen, AuszeichnungChartplatzierungen (Jahr, Titel, Platzierungen, Wochen, Auszeichnungen, Anmerkungen) | Höchstplatzierung, Gesamtwochen, AuszeichnungChartplatzierungen (Jahr, Titel, Platzierungen, Wochen, Auszeichnungen, Anmerkungen) | Höchstplatzierung, Gesamtwochen, AuszeichnungChartplatzierungen (Jahr, Titel, Platzierungen, Wochen, Auszeichnungen, Anmerkungen) | Höchstplatzierung, Gesamtwochen, AuszeichnungChartplatzierungen (Jahr, Titel, Platzierungen, Wochen, Auszeichnungen, Anmerkungen) | Höchstplatzierung, Gesamtwochen, AuszeichnungChartplatzierungen (Jahr, Titel, Platzierungen, Wochen, Auszeichnungen, Anmerkungen) | Anmerkungen                            |
| Jahr | Titel                                     | DE | AT | CH | UK | US | Anmerkungen                            |
| ---- | ----------------------------------------- | --- | --- | --- | --- | --- | -------------------------------------- |
| 1991 | Mr. Bungle                                | — | — | — | UK57 (1 Wo.)UK | — | Erstveröffentlichung: 13. August 1991  |
| 1995 | Disco Volante                             | — | — | — | — | US113 (1 Wo.)US | Erstveröffentlichung: 10. Oktober 1995 |
| 1999 | California                                | — | — | — | — | US144 (1 Wo.)US | Erstveröffentlichung: 13. Juli 1999    |
| 2020 | The Raging Wrath of the Easter Bunny Demo | DE29 (1 Wo.)DE | AT31 (1 Wo.)AT | CH25 (1 Wo.)CH | UK53 (1 Wo.)UK | US30 (1 Wo.)US | Erstveröffentlichung: 30. Oktober 2020 |

Demos
- 1986: The Raging Wrath of the Easter Bunny
- 1987: Bowel of Chiley
- 1988: Goddammit I Love America
- 1989: OU818

Livealben

| Jahr | Titel                    | Höchstplatzierung, Gesamtwochen, AuszeichnungChartplatzierungen (Jahr, Titel, Platzierungen, Wochen, Auszeichnungen, Anmerkungen) | Höchstplatzierung, Gesamtwochen, AuszeichnungChartplatzierungen (Jahr, Titel, Platzierungen, Wochen, Auszeichnungen, Anmerkungen) | Höchstplatzierung, Gesamtwochen, AuszeichnungChartplatzierungen (Jahr, Titel, Platzierungen, Wochen, Auszeichnungen, Anmerkungen) | Höchstplatzierung, Gesamtwochen, AuszeichnungChartplatzierungen (Jahr, Titel, Platzierungen, Wochen, Auszeichnungen, Anmerkungen) | Höchstplatzierung, Gesamtwochen, AuszeichnungChartplatzierungen (Jahr, Titel, Platzierungen, Wochen, Auszeichnungen, Anmerkungen) | Anmerkungen                         |
| Jahr | Titel                    | DE | AT | CH | UK | US | Anmerkungen                         |
| ---- | ------------------------ | --- | --- | --- | --- | --- | ----------------------------------- |
| 2021 | The Night They Came Home | — | — | CH74 (1 Wo.)CH | — | — | Erstveröffentlichung: 11. Juni 2021 |

Singles
- 1991: Quote Unquote / Travolta
- 1992: Mi Stoke Il Cigaretto
- 1995: Platypus
- 2020: USA